# Gare de Sidi Achour
La gare de Sidi Achour est une gare ferroviaire algérienne située sur le territoire de la commune d'El Bouni, dans la wilaya d'Annaba.

## Situation ferroviaire
La gare est située dans l'ouest de la ville d'El Bouni, sur la ligne d'Annaba à Sidi Amar. Elle est précédée de la gare de Boukhadra et suivie de celle de Chaiba.

## Service des voyageurs

### Desserte
La gare de Sidi Achour est desservie par les trains régionaux de la liaison Annaba - Sidi Amar,.